# You All Over Me (From The Vault)
«You All Over Me (From The Vault)» — песня американской певицы Тейлор Свифт при участии Марен Моррис, вышедшая 26 марта 2021 года, предназначенная для перезаписи альбома Fearless под названием Fearless (Taylor’s Version).

## История
Первоначально песня «You All Over Me» предназначалась для оригинальной версии альбома Fearless, однако не была включена на него.
В 2019 году музыкальный каталог Тейлор Свифт, записанный при Big Machine Records, был выкуплен Скутером Брауном, что вызвало возмущение у певицы, после чего она пообещала перезаписать свои альбомы, выпущенные на предыдущем лейбле. 11 февраля 2021 года Свифт анонсировала выход перезаписи её альбома Fearless под названием Fearless (Taylor’s Version), релиз которого назначен на 9 апреля этого же года. Для подогрева интереса к альбому к нему было выпущено две перезаписи: на её хит «Love Story» и ранее неизданную официально песню «You All Over Me», записанную при участии кантри-исполнительницы Марен Моррис.
Для работы над перезаписью песни Свифт был приглашён продюсер Аарон Десснер, который ранее работал вместе с ней над альбомами Folklore и Evermore.

## Коммерческий успех
Песня дебютировала на 6 позиции в Hot Country Songs, что стало 25-й композицией для Свифт в первой десятке чарта. Песня стала 130-й для Свифт в Billboard Hot 100, что улучшило её рекорд по самому большому количеству хитов в чарте. Через цифровые платформы, без учёта эквивалентных продаж от стриминговых платформ, песня была продана в экземпляре 12 тысяч копий на территории США за первую неделю, что позволило Тейлор Свифт возглавить чарт по цифровым продажам кантри-песен рекордный 16-й раз.
| Чарт (2021)                       | Высшая позиция |
| --------------------------------- | -------------- |
| США (Billboard Hot 100)           | 51             |
| США (Billboard Hot Country Songs) | 6              |